# Supercoupe de Belgique de football 1988
La Supercoupe de Belgique 1988 est un match de football qui a été joué le 11 août 1988, entre le vainqueur du championnat de division 1 belge 1987-1988, le FC Bruges et le vainqueur de la coupe de Belgique 1987-1988, le RSC Anderlecht.
Le FC Bruges remporte le match 1-0, et sa troisième Supercoupe de Belgique.

## Feuille de match
| 11 août 1988 | FC Bruges | 1-0 | RSC Anderlecht | Olympiastadion, Bruges |  |
|              |           |     |                |                        |  |